# Игра в бары
«Игра в бары» (англ. Prisoner's Base) — детективный роман Рекса Стаута о Ниро Вульфе. Впервые был опубликован в 1952 году в издательстве «Viking Press».

## Сюжет[1][2]
Нью-Йорк, лето 1952 года. Арчи Гудвин поссорился с Ниро Вульфом, атмосфера в доме накалена. В это время к нему приходит девушка, которая хочет спрятаться у них в доме на несколько дней. Арчи, решив поменять ход действий и повлиять на Вульфа, пустил её домой без разрешения Вульфа, хотя знал, что шеф бы такого не одобрил.
Пришедшая к ним не хотела называть своего имени, что смутило Вульфа.
После к детективам приходит Перри Холмер, как оказывается, «опекун» этой женщины. Он рассказывает, что её зовут Присцилла Идз, ей скоро исполнится 25 лет, и она станет полноправным владельцем крупной корпорации. А несколько лет назад Присцилла вышла замуж за Эрика Хафа (в Перу) и подписала документ, согласно которому он может получить половину её состояния. Перри предлагает Вульфу 10000 долларов, если он доставит ему Присциллу «живую и невредимую» до 30 июня.
Вульф и Гудвин занимают выжидательную позицию. Они заставляют Присциллу уйти, а на следующее утро узнают, что она и её горничная убиты — задушены верёвкой. Чувствуя долю ответственности за смерть Присциллы, Арчи начинает действовать и вынуждает Вульфа начать расследование.

## Герои романа[1][2]
- Ниро Вульф — опытный частный детектив.
- Арчи Гудвин — главный помощник Вульфа.

- Фриц Бреннер — домоправитель в доме Вульфа, повар.
- Инспектор Крамер — глава отдела по расследованию убийств.
- Принсцилла Идз — наследница корпорации, убитая.
- Перри Холмер — опекун убитой, юрист.
- Эрик Хаф — бывший муж Присциллы.
- Маргарет Формоз — горничная Присциллы; первая жертва.
- Сол Пензер — один из помощников Вульфа.
- Перли Стеббинс — сержант полиции.
- Джей Л. Брукер — президент корпорации.
- Виола Дьюди — секретарь корпорации.
- Бернард Квест — вице-президент.
- Сара Джеффи — подруга Присциллы, третья жертва.